# Tottubella
Tottubella, in passato Rumanedda dall'omonimo nuraghe presente nella zona, è una borgata del comune di Sassari situata nel territorio della Nurra, nella Sardegna nord occidentale, ad una altitudine di 53 m s.l.m.
È situata in prossimità della strada statale 291 e si trova in posizione equidistante dai centri di Sassari e Alghero, dai quali dista circa 20 chilometri.
La borgata conta 513 abitanti.
Tottubella ha diversi nuraghi e uno dei più importanti è il nuraghe Rumanedda.

## Storia
Tottubella è sorta alla fine degli anni Cinquanta con la riforma agraria dell'allora ministro dell’Agricoltura Antonio Segni. Una riforma che aveva portato alla bonifica di quella vasta area racchiusa fra Sassari, Alghero e Porto Torres, allora incolta, fino a qualche decennio prima rifugio sicuro di latitanti il più famoso dei quali è stato Giovanni Tolu. Ma la riforma agraria del ministro Segni doveva servire a rilanciare uno dei settori (allora) vitali dell’economia isolana. E così vennero scelte le aree più adatte all'insediamento di nuovi “coloni” a ognuno dei quali l'Etfas assegnò una casa, un altro stabile per il ricovero degli animali o degli attrezzi e un’area di tremila metri quadrati destinata all'allevamento o all'agricoltura. Questi lotti erano stati denominati “cantieri”. E quel nome è rimasto. Anche adesso per dire “due case più avanti”, l’espressione usata è “due cantieri più avanti”. Coloni arrivati da mezza Sardegna, ma che a Tottubella hanno messo radici. Al punto che anche i più giovani, ragazzi fra i 15 e i 25 anni, cercano di costruire il loro futuro a Tottubella. Impresa difficile: è quasi impossibile costruire nuove abitazioni perché la borgata è "centro matrice" del nuovo piano urbanistico comunale, come se fosse il centro storico di Sassari con tutte le limitazioni che questo comporta. Limitazioni che erano previste anche dal vecchio piano regolatore, ma negli anni Settanta la crescita demografica spinse gli abitanti a costruire comunque nuove case, poi sanate a metà degli anni Ottanta. E anche adesso, attraversando il viale che spezza in due Tottubella, si riconoscono le vecchie case rurali, i magazzini e le nuove abitazioni. Linde, ordinatissime, curate in ogni particolare. Anche questo sembra essere un sintomo di quell'attaccamento alla borgata che ha messo insieme famiglie provenienti da diverse zone della Sardegna. 
Gli abitanti di Tottubella vengono chiamati "tottubellesi"

## Bibliografia

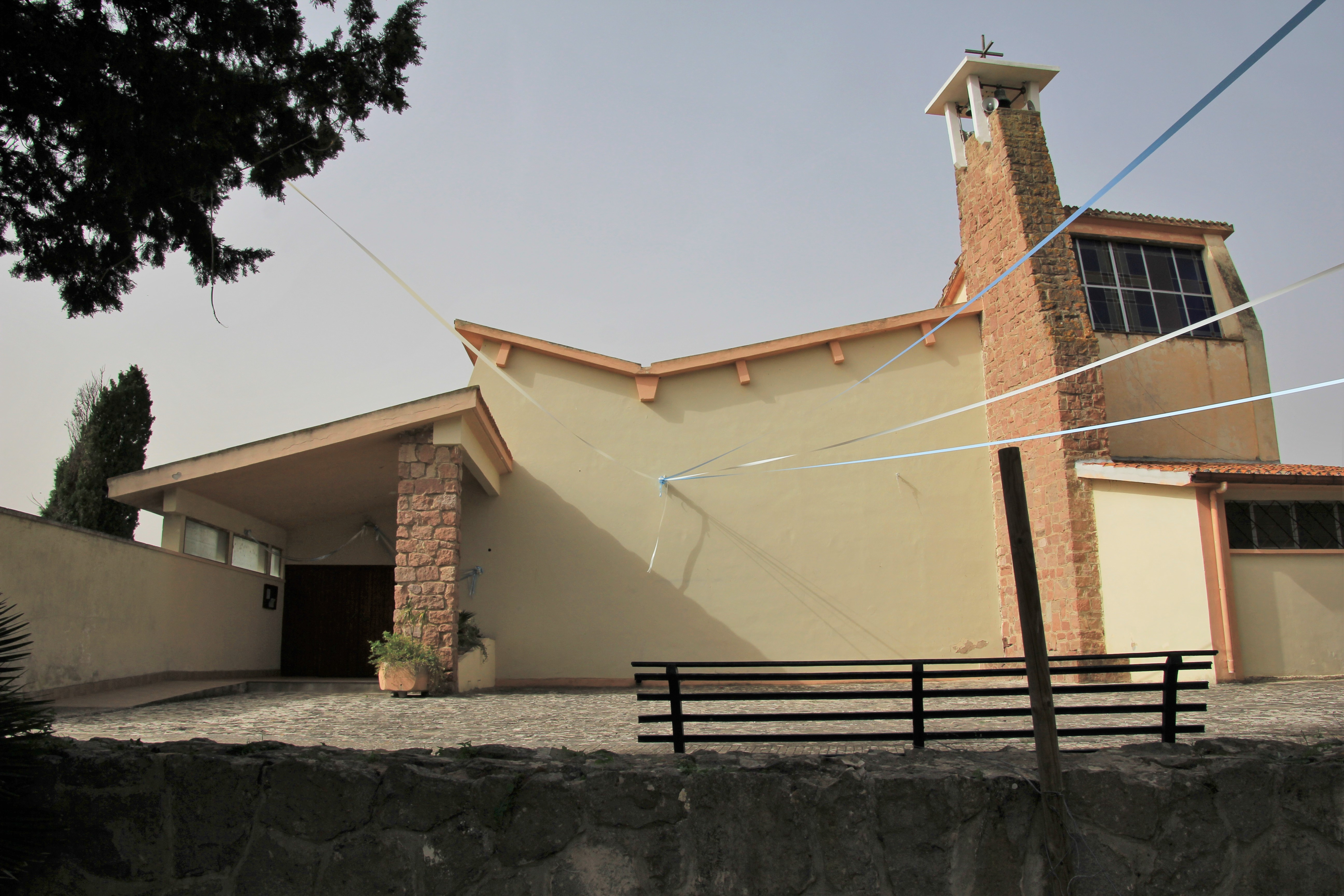
La chiesa